# Lucy Hillebrand

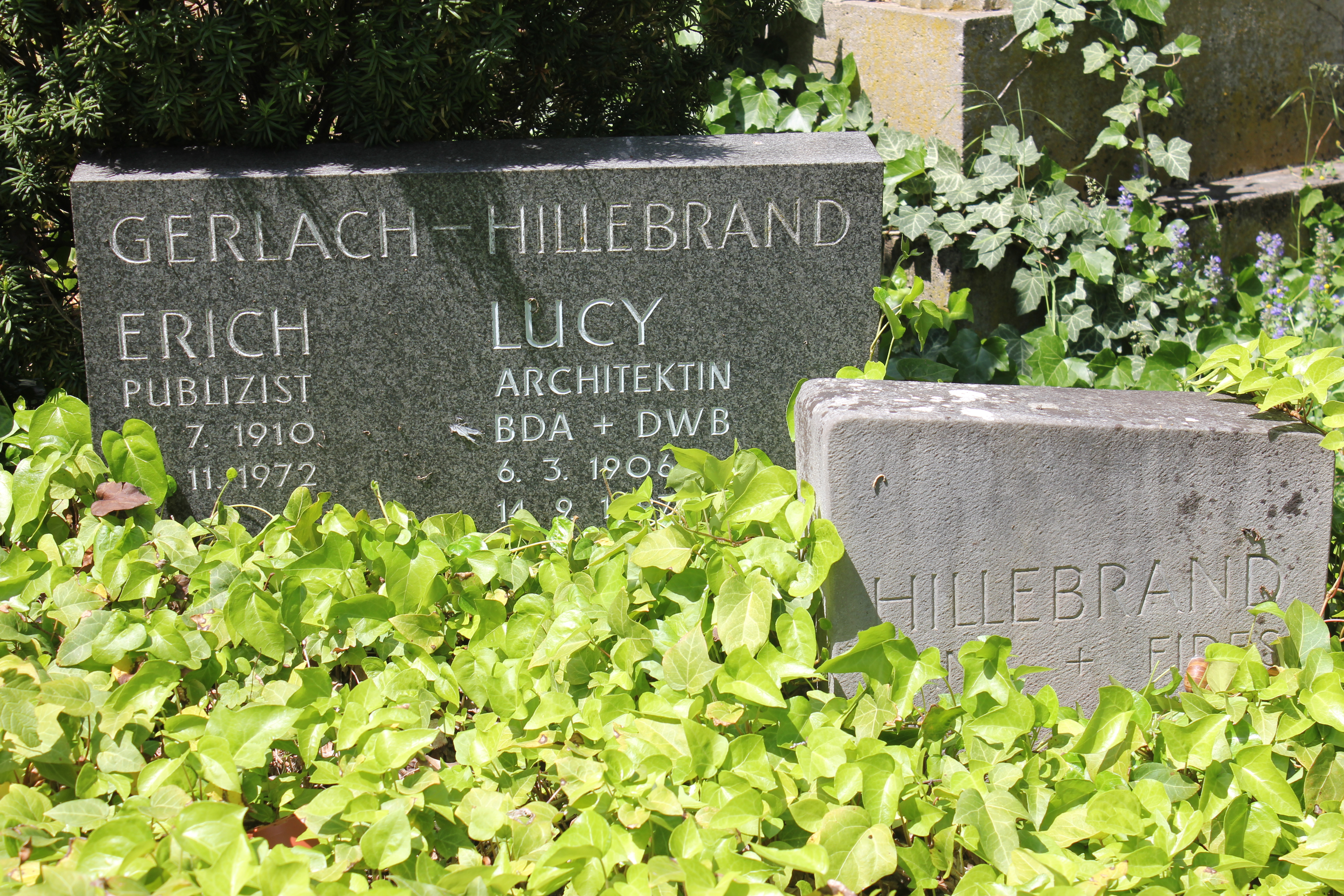
Túmulo do publicitário Erich Gerlach (1910-1972) e da arquiteta Lucy Hillebrand (1906-1997), no cemitério principal de Mainz

Lucy Hillebrand (6 de março de 1906, em Mainz - 14 de setembro de 1997, em Göttingen) foi uma arquitecta alemã.

## Biografia
Depois de crescer num meio artístico em Mainz, ela estudou arquitectura com Dominikus Böhm em Colónia. Como resultado da sua abordagem talentosa, ela rapidamente ganhou uma série de competições que a levaram a comissões bem-sucedidas. Enquanto ela era o membro mais jovem do Werkbund em 1928, Kurt Schwitters apresentou-a ao arquiteto da Bauhaus Robert Michels em Frankfurt. Como uma das primeiras arquitectas independentes na Alemanha, ela estabeleceu o seu primeiro escritório lá. O casamento e a família não a detiveram: ela simplesmente levava a filha pequena ao escritório.
Por um período de 12 anos, enquanto o regime nazi estava no poder, como uma "meio-judia" Hillebrand foi incapaz de exercer a sua profissão. Graças ao seu marido Otto, ela pôde, no entanto, ajudá-lo em pequenas encomendas.
Depois de os seus estúdios em Frankfurt e Hanover terem sido destruídos durante a guerra, ela mudou-se para Göttingen, onde foi uma das primeiras arquitectas a receber encomendas para edifícios públicos. Os seus projetos mais emancipados e simplistas para escolas e igrejas mostraram-se eficazes. Ela continuou na mesma linha ao longo da sua vida, sempre disposta a aprender novas abordagens, especialmente para design de interiores. O seu interesse contínuo pode ser visto nos seus planos para um museu de religiões mundiais para a Exposição Universal de Arquitetura em Sofia, em 1989. Estranhamente, sempre a trabalhar para os outros, ela nunca projetou uma casa para si mesma.